# James Mansergh Wentworth Martin
James Mansergh Wentworth Martin, britanski general, * 1902, † 1986.